# Cladonia crispatula
Cladonia crispatula (Nyl.) Ahti (1977), è una specie di lichene appartenente al genere Cladonia,  dell'ordine Lecanorales.
Il nome deriva dal latino crispatulus, diminutivo di crispatus, che significa poco increspato, arricciato, poco ondulato, per la forma leggermente dentata dei podezi.

## Caratteristiche fisiche
Il fotobionte è principalmente un'alga verde delle Trentepohlia.
Fra le sostanze isolate in questa specie di lichene figurano diversi galattomannani e galattomannoglucani, tipi di polisaccaridi

## Habitat
Reperita su suolo.

## Località di ritrovamento
La specie è stata rinvenuta nelle seguenti località:
- Brasile (Paraná, Rio Grande do Sul);
- Costa Rica
- Guyana
- Venezuela.

## Tassonomia
Questa specie appartiene alla sezione Perviae e forma un clade con altre due specie neotropicali C. hians e C. polystomata; a tutto il 2008 non sono state identificate forme, sottospecie e varietà.